# Fallúdža
Fallúdža (arabsky: الفلوجة) je město v irácké provincii Anbár, nacházející se přibližně 65 km západně od Bagdádu na řece Eufrat. Historie města se datuje do doby starověké Mezopotámie. Město se nachází v oblasti, označované americkou armádou jako „sunnitský trojúhelník,“ která byla dějištěm silných bojů během americké okupace Iráku.
Od roku 2014 bylo město ovládáno organizací IS. Irácká armáda město osvobodila s pomocí policie 18. června 2016.

## Doprava
Ve městě se nachází tři silniční mosty přes řeku Eufrat; Most krále Faisála, Nový most a třetí most. Diskutována je výstavba čtvrtého. Kromě toho se k městu přibližuje z východu dálnice M1 a prochází tudy západo-východním směrem i hlavní železniční trať.